# Вбивства у Вайтчепелі
Вбивства у Вайтчепелі (1888—1891) стали однією з найвідоміших і досі нерозкритих серій вбивств у кримінальній історії Лондона. Загалом у період із 3 квітня 1888 року по 13 лютого 1891 року в районі Вайтчепел (Іст-Енд) було скоєно щонайменше одинадцять жорстоких убивств жінок, більшість із яких були повіями й жили в умовах крайньої бідності. Деякі з цих убивств — п'ять найбільш графічних випадків, відомі як «канонічні» — традиційно приписують таємничому невпізнаному серійному вбивці, відомому під прізвиськом «Джек-Різник».
Попри масштабні зусилля поліції Лондона, жоден із злочинів не було остаточно розкрито, що спричинило тривалу суспільну паніку, зміни в організації вуличного патрулювання та розвиток ранніх криміналістичних методів. Загадки особи вбивці і його мотивів породили численні теорії, літературні та кінематографічні інтерпретації, а також сучасні спроби ідентифікації за допомогою генетичних досліджень.

## Загальні відомості
У кінці 1880-х років Вайтчепел був відомий як центр крайньої бідності, перенаселення, безробіття та повсякденної жорстокості. У районі діяли 233 «спільних нічліжних будинків» (англ. common lodging-houses), в яких щовечора розміщувалося близько 8500 осіб за плату від 2 до 4 пенсів за ніч. Саме в таких умовах жила більшість жертв, що ускладнювало збір доказів і свідчень.
Поліція того часу не мала сучасних криміналістичних методів: відсутні були аналіз відбитків пальців, груп крові тощо, тому розслідування спиралися здебільшого на покази свідків і очевидців, а також поодинокі арешти на підставі підозрілої поведінки.

## Жертви
Жертви, переважно жінки-проститутки, зазнавали жорстоких розправ: від перерізаного горла до внутрішніх каліцтв, що вказує на те, що нападник діяв із великою жорстокістю та анатомічними знаннями. До справи «вбивств у Вайтчепелі» об'єднали одинадцять випадків убивств жінок, але «канонічними» вважають п'ять, які найчастіше пов'язують із Джеком-Різником.

### Канонічна п'ятірка
- Мері Енн Ніколс (англ. Mary Ann Nichols) — повія, знайдена мертвою 31 серпня 1888, їй перерізано горло й завдано ряд порізів.
- Енні Чепмен (англ. Annie Chapman) — повія, знайдена 8 вересня 1888 з перерізаним горлом та вирізаними внутрішніми органами.
- Елізабет Страйд (англ. Elizabeth Stride) — повія, вбита 30 вересня 1888; її смерть супроводжувалась лише перерізаним горлом, що дало підстави думати про переривання злочину.
- Кетрін Еддоуз (англ. Catherine Eddowes) — повія, вбита також 30 вересня 1888, менш ніж за годину й за кілометр від Страйд, з вираженими каліцтвами, що підтвердило «подвійну серію».
- Мері Джейн Келлі (англ. Mary Jane Kelly) — повія, остання з канонічних жертв, знайдена 9 листопада 1888 зі значними внутрішніми й зовнішніми каліцтвами. Вбивство Келлі було найжорстокішим, ймовірно тому, що в приміщенні вбивця мав більше часу, щоб чинити свої звірства.

### Інші жертви
До справи також зараховують ще шість випадків:
- Емма Елізабет Сміт (англ. Emma Elizabeth Smith) — повія, 2 квітня 1888 року зазнала нападу групи невідомих, померла 4 квітня від перитоніту.
- Марта Тебрем (англ. Martha Tabram), повія, вбита 7 серпня 1888 із 39 ударами ножем; не вважається «канонічним», оскільки в неї не перерізане горло, що було своєрідною візитівкою маніяка.
- Роуз Майлетт (англ. Rose Mylett) — повія, вбита задушенням 20 грудня 1888 року.
- Еліс Маккензі (англ. Alice McKenzie) — ймовірна повія, вбита 17 липня 1889 року. Як і у випадку з більшістю попередніх вбивств, горло Маккензі було перерізано зліва направо, також була пошкоджена сонна артерія зліва і були рани на животі. Рани виявилися не такими глибокими, як у попередніх жертв, і найімовірніше були завдані більш коротким лезом, тож це може бути інший вбивця.
- Невідоме тіло на Пінчин-стріт (англ. Pinchin Street torso) — тулуб невстановленої жінки, знайдений 10 вересня 1889 року. Інших частин тіла знайти не вдалося, тож причини смерті теж невідомі.
- Френсіс Колз (англ. Frances Coles) — повія, вбита 13 лютого 1891 року. Остання жертва Вайтчепельських вбивств, її різко кинули на землю перед тим, як перерізати їй принаймні двічі горло: зліва направо, а потім справа наліво. Жодних інших травм не виявлено.

## Розслідування
Розслідування очолювали інспектор Фредерік Абберлайн та інші високопосадовці поліції Лондона, за участі Поліції Лондонського Сіті й приватної Громадської охорони Вайтчепела (англ. Whitechapel Vigilance Committee). Було проведено численні арешти та опитування, але бракувало прямих доказів. Поліція та дослідники висунули понад півтора десятка імен як можливих убивць: серед них Монтегю Друїт, Майкл Острог, Джон Пайзер, Вільям Галл, Френсіс Тамблті і навіть Принц Альберт Віктор та художник Волтер Сікерт.
У 2022 році дослідник Рассел Едвардс заявив про успішну ідентифікацію Джека-Різника за ДНК, знайденими на шалі жертви Кетрін Еддоус, й іменував Аарона Космінського винним у вбивствах. Досі висловлюється скепсис через методологічні питання. У 2025 р. надійшли заклики від родичів жертв до офіційного відновлення розслідування з урахуванням нових доказів.

## Наслідки та вплив
Убивства у Вайтчепелі привернули увагу до жахливих умов життя у внутрішніх районах Східного Лондона й сприяли реформам у сфері громадської безпеки, освітлення вулиць та нагляду за нічліжними будинками. Містика невловимого вбивці надихнула безліч художніх творів, фільмів, дослідницьких книг і музейних експозицій Jack the Ripper Museum у Лондоні.